# Kapelle Willmering

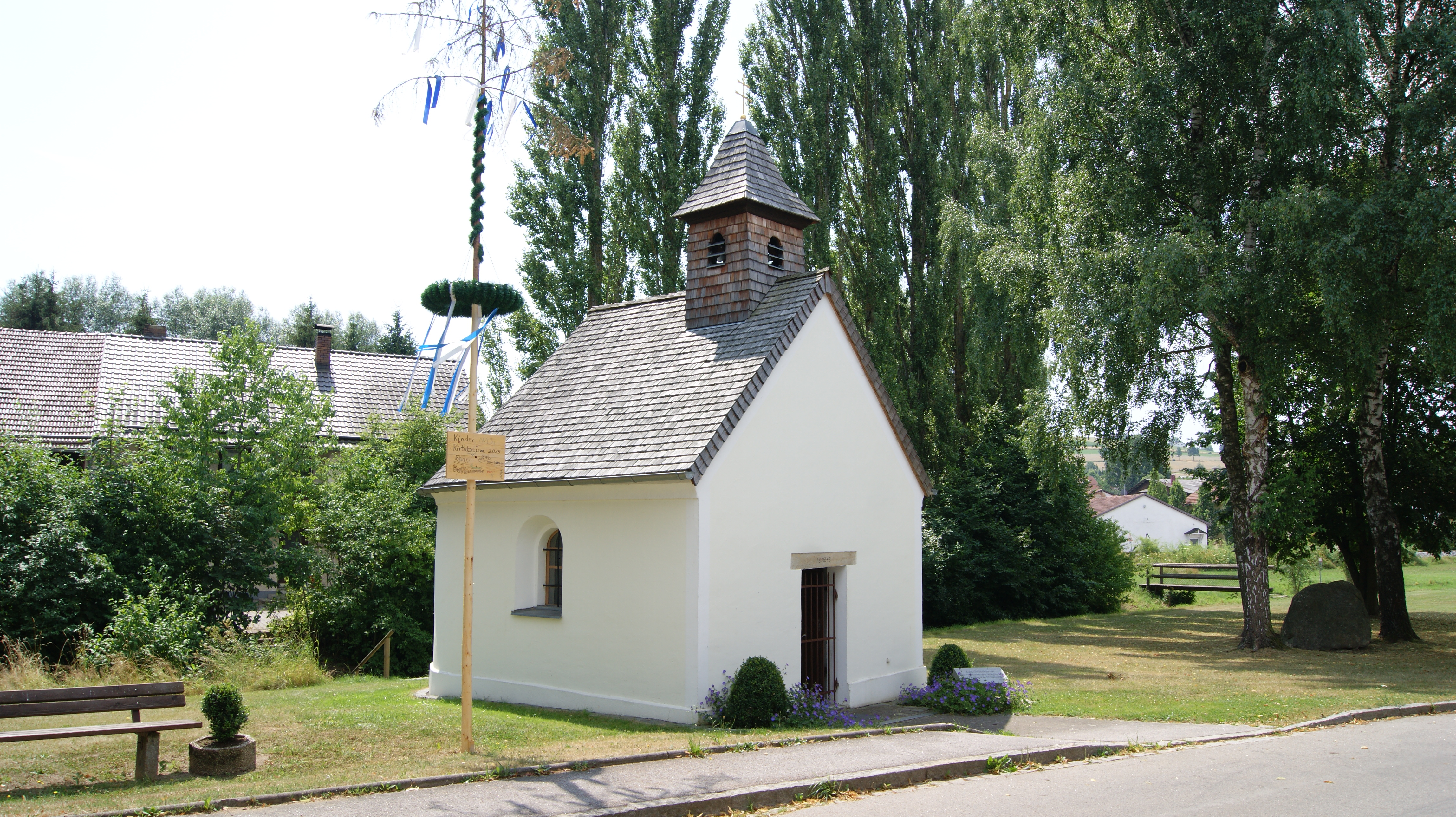
Kapelle Am Anger 1 in Willmering

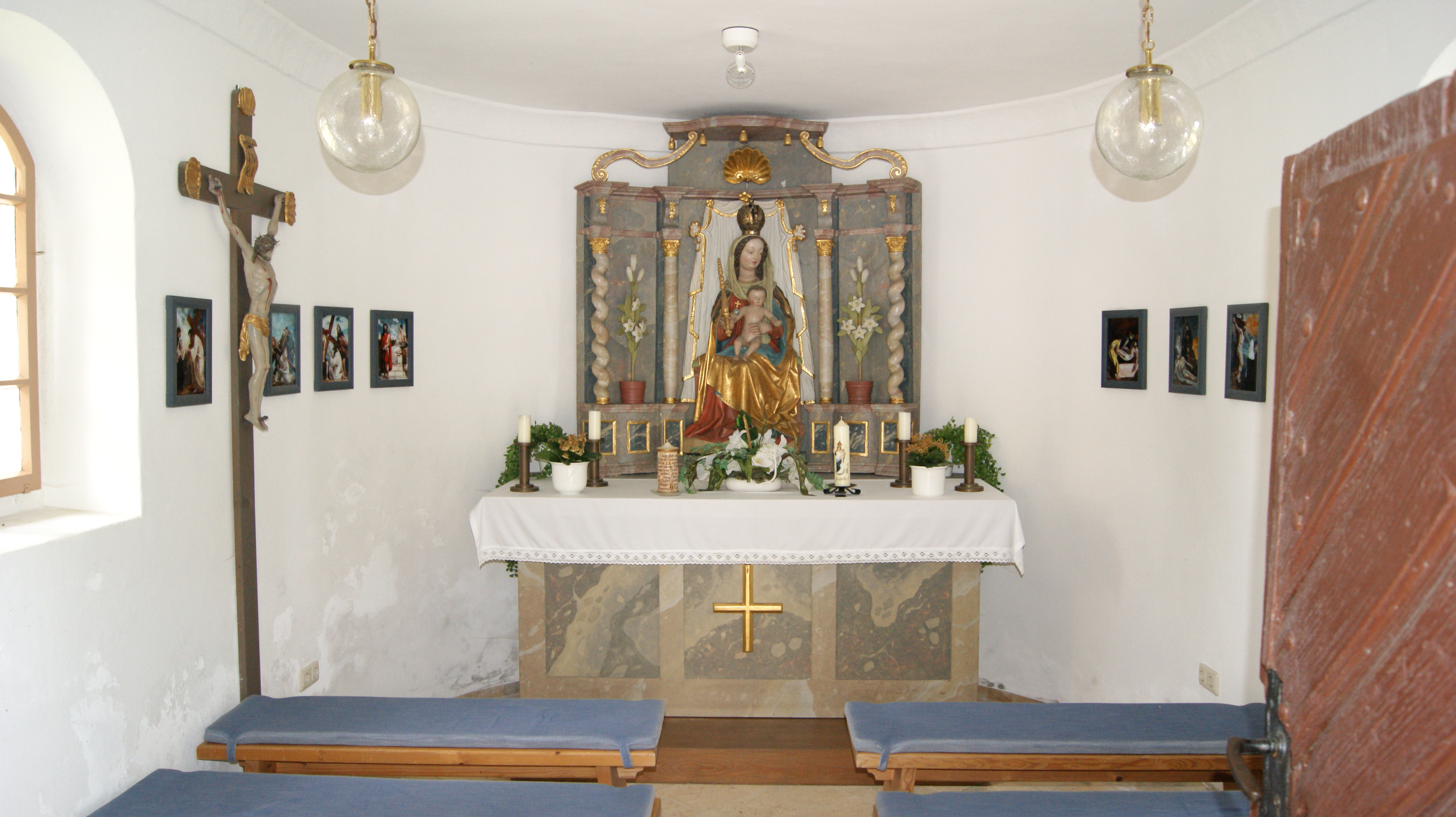
Innenansicht der Kapelle

Die römisch-katholische Kapelle Willmering steht in der Mitte der Gemeinde Willmering im Landkreis Cham in der Oberpfalz in Bayern. Sie ist der Gottesmutter geweiht und gehört zur Pfarrei Waffenbrunn und damit zum Dekanat Cham im Bistum Regensburg. Das Bauwerk stammt aus dem Jahr 1848 (Inschrift im Sturz über dem Eingang). Die Kapelle ist ein Baudenkmal.

## Kirchenbau
Es handelt sich um einen Bau mit rechteckiger Grundform und Nord-Süd-Ausrichtung mit flacher Decke im Betraum. Südlich (Altar) sind die Außenwände abgerundet. Die einfache Holztüre und der Dachreiter auf dem niederen, abgewalmten Satteldach mit Schindeldeckung und mit viereckigen Spitzhelm befinden sich nördlich. An der westlichen und östlichen Wand findet sich je ein Rundbogenfenster.

## Ausstattung
Die Kapelle ist mit einfachen Holzbänken ausgestattet und weist am Altar eine sitzende Madonna mit Kind auf. Diese soll um das Jahr 1500 entstanden sein. An den Wänden befinden sich auf Holztafeln gemalte Kreuzwegstationen sowie an der linken Seite ein Kruzifix.